# Brenda Blethyn

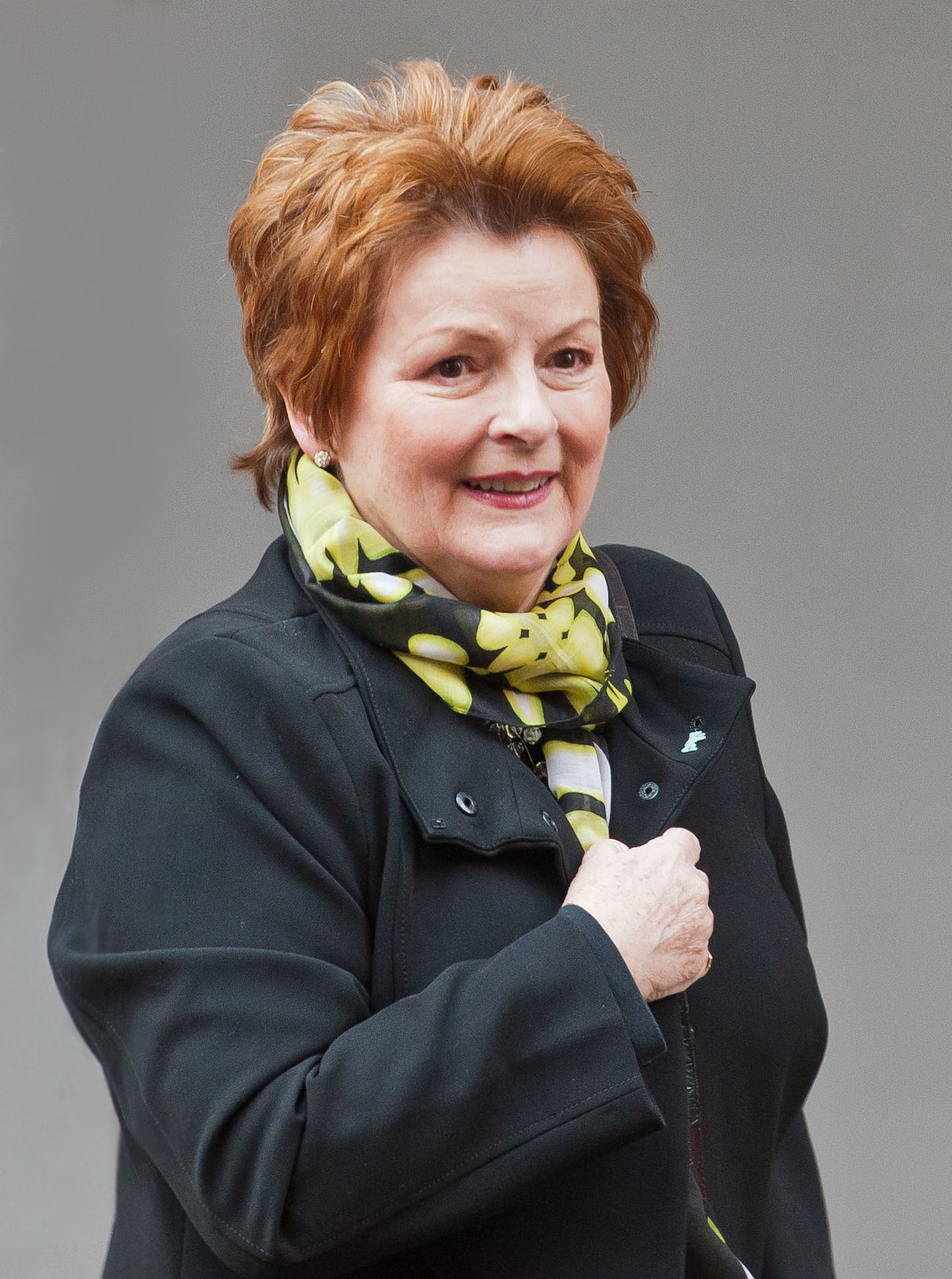
Brenda Blethyn (2014)

Brenda Ann Blethyn, OBE (* 20. Februar 1946 in Ramsgate, Kent als Brenda Ann Bottle) ist eine britische Schauspielerin. Für ihre dramatischen und komödiantischen Darstellungen auf der Theaterbühne, für das Fernsehen und in Filmen wurde sie mehrfach ausgezeichnet.

## Leben
Brenda Blethyn war das jüngste von neun Kindern. Die Familie lebte in bescheidenen Verhältnissen, doch nahmen die Eltern ihr Kind jede Woche mit ins Kino, wo Brendas Liebe für die Schauspielerei und für den Film geweckt wurde.
Blethyn arbeitete zehn Jahre lang als Sekretärin. Nach der Trennung von ihrem Mann riskierte sie ihre Ersparnisse, um ihr Schauspielhobby zu ihrem Beruf zu machen. Sie besuchte eine Schauspielschule in Guildford und ging 1975 nach London, wo sie für das Royal National Theatre und die Royal Shakespeare Company Rollen in Stücken von Shakespeare, Oscar Wilde und Dramatikern der klassischen Moderne und des zeitgenössischen Theaters spielte.
Blethyns Theatererfolge brachten ihr Fernsehrollen ein, zunächst in Adaptationen von Theaterstücken, darunter König Lear und Heinrich VI. von William Shakespeare. Ihr komödiantisches Talent konnte sie durch Auftritte in Fernsehserien wie Chance in a Million, Yes Minister und Who Dares Wins unter Beweis stellen.
Ihr Durchbruch auf der Kinoleinwand war 1996 Mike Leighs Film Lügen und Geheimnisse, in dem sie die Rolle der Cynthia Rose Purley spielte, einer weißen Frau aus der Arbeiterklasse, die mit ihrer inzwischen erwachsenen schwarzen Tochter konfrontiert wird. Blethyns Leistung wurde mit einer Reihe von Preisen belohnt, unter anderem ihrer ersten Oscar-Nominierung. Seitdem hat Brenda Blethyn in einer Reihe bedeutender Filme mitgewirkt, darunter 1998 in Little Voice als unsensible Mutter (ihre zweite Oscar-Nominierung), 2000 in Grasgeflüster als Witwe, die sich durch Marihuana-Anbau über Wasser hält, und 2005 als Mrs. Bennet in der Jane-Austen-Verfilmung Stolz und Vorurteil.
Brenda Blethyn wurde 2003 für ihre Verdienste um das britische Theater mit dem Order of the British Empire ausgezeichnet.
2006 veröffentlichte sie ihre Autobiographie Mixed Fancies. Für ihre Fernseharbeit erhielt sie unter anderem zwei Emmy-Nominierungen: 2001 als Auguste Van Pels in dem Fernsehfilm Anne Frank und 2009 für ihren Gastauftritt als Linnie Malcolm beziehungsweise Caroline Cantwell in der Serie Law & Order: New York (Episode: Persona). Seit 2011 spielt sie die Titelrolle in der Fernsehserie Vera – Ein ganz spezieller Fall.
Von 1966 bis 1976 war sie mit dem Grafikdesigner Alan James Blethyn verheiratet.

## Filmografie (Auswahl)

### Fernsehen
- 1980: Grown-Ups
- 1981: Yes Minister
- 1982: King Lear
- 1983: Henry VI, Part One
- 1984: Who Dares Win
- 1984: Alas, Smith & Jones
- 1984–1986: Chance in a Million
- 1993: The Buddha of Suburbia
- 1994: Outside Edge
- 1999: Citizen Kane – Die Hollywood-Legende (RKO 281)
- 2001: Anne Frank (Anne Frank: The Whole Story)
- 2003: Between the Sheets
- 2004: Familienanschluss (Belonging)
- 2006: Mysterious Creatures
- 2007: Krieg und Frieden (War and Peace)
- 2008: Law & Order: Special Victims Unit, Staffel 10, Episode 8
- seit 2011: Vera – Ein ganz spezieller Fall (Vera)

### Film
- 1990: Hexen hexen (The Witches)
- 1992: Aus der Mitte entspringt ein Fluss (A River Runs through It)
- 1996: Lügen und Geheimnisse (Secrets and Lies)
- 1998: Girls’ Night – Jetzt oder nie (Girls’ Night)
- 1998: Night Train
- 1998: In The Winter Dark
- 1998: Little Voice
- 2000: Grasgeflüster (Saving Grace)
- 2001: Yellow Bird
- 2001: Daddy and them – Durchgeknallt in Arkansas (Daddy and Them)
- 2001: Lovely & Amazing
- 2002: Pumpkin
- 2002: Sonny
- 2002: Grabgeflüster – Liebe versetzt Särge (Plots with a View)
- 2003: Selima und John (The Sleeping Dictionary)
- 2003: Blizzard
- 2004: Beyond the Sea – Musik war sein Leben (Beyond the Sea)
- 2004: A Way of Life
- 2005: An einem klaren Tag (On a Clear Day)
- 2005: Stolz und Vorurteil (Pride and Prejudice)
- 2007: Clubland
- 2007: Abbitte (Atonement)
- 2009: London River
- 2013: Die Kämpferin (Mary and Martha)
- 2014: La voie de l’ennemi (Two Men in Town)
- 2021: Charlotte

## Auszeichnungen

### Theater
- 1980 Steaming von Nell Dunn: London Critics’ Circle Theatre Award, Society of West End Theatres Award
- 1984 Wohltäter (Benefactors) von Michael Frayn: Olivier-Award-Nominierung
- 1991 Freunde in der Not (Absent Friends) von Alan Ayckbourn: Theatre World Award

### Fernsehen
- 1994 Outside Edge: British Comedy Award
- 2001 Anne Frank (Anne Frank: The Whole Story): Emmy-Nominierung, Satellite-Award-Nominierung
- 2004 Familienanschluss (Belonging): BAFTA-Nominierung, Preis des Fernsehfestivals von Biarritz

### Filme
- 1996 Lügen und Geheimnisse (Secrets and Lies): BAFTA Award, Boston Society of Film Critics Award, Darstellerpreis des Filmfestivals in Cannes 1996, Chlotrudis-Award-Nominierung, Empire Award, Golden Globe, London Critics Circle Film Award, Los Angeles Film Critics Association Award, Oscar-Nominierung, Sant Jordi Award, Satellite-Award-Nominierung, Screen-Actors-Guild-Award-Nominierung
- 1998 Little Voice: BAFTA-Nominierung, Dallas-Fort Worth Film Critics Association Award, Golden-Globe-Nominierung, Oscar-Nominierung, Satellite-Award-Nominierung, Screen-Actors-Guild-Award-Nominierung
- 2000 Grasgeflüster (Saving Grace): British-Independent-Film-Award-Nominierung, Empire-Award-Nominierung, Golden-Globe-Nominierung, London-Critics-Circle-Film-Award-Nominierung, Satellite-Award-Nominierung
- 2005 Stolz und Vorurteil (Pride & Prejudice): BAFTA-Nominierung, London-Critics-Circle-Film-Award-Nominierung, Washington-DC-Area-Film-Critics-Association-Award-Nominierung